# Veliko Dvorište
Veliko Dvorište je naselje v občini Kozarska Dubica, Bosna in Hercegovina. 

## Deli naselja
Burazori, Drljići, Kosovi Paraši, Kovačevića Brdo, Ramilovića, Vasića Potok in Veliko Dvorište. 

## Prebivalstvo
| Pregled števila prebivalcev po letih | Pregled števila prebivalcev po letih | Pregled števila prebivalcev po letih | Pregled števila prebivalcev po letih | Pregled števila prebivalcev po letih | Pregled števila prebivalcev po letih |
| ------------------------------------ | ------------------------------------ | ------------------------------------ | ------------------------------------ | ------------------------------------ | ------------------------------------ |
| 1948                                 | 1953                                 | 1961                                 | 1971                                 | 1981                                 | 1991                                 |
| -                                    | -                                    | -                                    | 386                                  | 371                                  | 384                                  |

| Narodna sestava prebivalstva po letih                                                                                      | Narodna sestava prebivalstva po letih                                                                                       | Narodna sestava prebivalstva po letih                                                                                      |
| --- | --- | --- |
| 1971 | 1981 | 1991 |
| . skupaj: 386 Srbi 384 (99,48 %) Hrvati 0 (0,00 %) Muslimani 0 (0,00 %) Jugoslovani 2 (0,51 %) drugi in neznano 0 (0,00 %) | . skupaj: 371 Srbi 333 (89,75 %) Hrvati 0 (0,00 %) Muslimani 0 (0,00 %) Jugoslovani 36 (9,70 %) drugi in neznano 2 (0,53 %) | . skupaj: 384 Srbi 373 (97,13 %) Hrvati 2 (0,52 %) Muslimani 0 (0,00 %) Jugoslovani 4 (1,04 %) drugi in neznano 5 (1,30 %) |